# Erwin (Tennessee)
Pour les articles homonymes, voir Erwin.
La ville d’Erwin est le siège du comté d’Unicoi, dans l’État du Tennessee, aux États-Unis. Sa population s’élevait à 6 097 habitants lors du recensement de 2010, estimée à 5 920 habitants en 2016.  

## Usinede conversion de l’uranium
Depuis 1957, Erwin abrite une usine de conversion de l’uranium ainsi que du thorium, au départ connue sous le nom de Davison Chemical Division de la W.R. Grace Company. 
De nos jours, la compagnie Nuclear Fuel Service (NFS) convertit à Erwin l'uranium hautement enrichi des surplus de l’armée américaine (stock d’armes nucléaires de la guerre froide) en uranium faiblement enrichi pour centrales nucléaires.

## Anecdote
La localité aurait dû s’appeler Ervin en hommage à David J. N. Ervin, un des premiers habitants. Mais l’administration postale a transcris le nom en « Erwin », erreur qui n’a jamais été rectifiée.

## Sources et références
- (en) Cet article est partiellement ou en totalité issu de l’article de Wikipédia en anglais intitulé « Erwin, Tennessee » (voir la liste des auteurs).

1. ↑  Public Health Assessment, Nuclear Fuel Services, Inc., Erwin, Unicoi County, Tennessee; EPA FACILITY ID: TND003095635, Agency for Toxic Substances & Disease Registry, May 29, 2007.
2. ↑  « wise-uranium.org/epnfs.html »(Archive.org • Wikiwix • Archive.is • Google • Que faire ?).